# Пещера Вдовиченко
Пещера Вдовиченко (укр. Печера Вдовиченка) — карстовая пещера (шахта), находится на горном массиве Ай-Петри в Крыму. Пещера носит имя спелеолога Александра Николаевича Вдовиченко, который погиб в Крыму 27 марта 1965 года.

## Основные характеристики
Глубина 196 м
Длина 250 м
Категория сложности — 3а
Вертикальный тип
Объем 2450 м3
Площадь 40 м2
Высота входа 1100 м.